# Kasper Jørgensen
Kasper Poul Mølgaard Jørgensen (7 novembre 1999) è un calciatore danese, difensore dell'Aalborg.

## Carriera

### Club
Cresciuto nelle giovanili del Nordsjælland, nell'estate 2018 è passato al Brøndby. Non ha disputato alcuna partita in prima squadra, limitandosi ad un'apparizione in panchina in data 10 marzo 2019, in occasione della 25ª giornata di campionato contro l'Aalborg: la partita è terminata con il punteggio di 3-3.
L'11 luglio 2019, il Lyngby ha reso noto l'ingaggio di Jørgensen, che ha firmato un contratto triennale con il nuovo club. Il 22 luglio successivo ha esordito in Superligaen, subentrando ad Adnan Mohammad nella sconfitta per 4-1 subita sul campo dell'Odense.
Il 28 settembre 2020 ha trovato il primo gol nella massima divisione danese: è stato autore del gol del Lyngby nella sconfitta per 4-1 subita sul campo del Nordsjælland.
Il 5 ottobre 2020 è passato ai norvegesi dell'Aalesund con la formula del prestito. Il 18 ottobre ha debuttato così in Eliteserien, schierato titolare nella sconfitta per 4-0 arrivata in casa dello Stabæk. Al termine di quella stessa stagione, l'Aalesund è retrocesso in 1. divisjon.

### Nazionale
Jørgensen ha rappresentato la Danimarca a livello Under-18, Under-19 e Under-21.

## Statistiche

### Presenze e reti nei club
Statistiche aggiornate al 7 febbraio 2021.
| Stagione        | Squadra         | Campionato      | Campionato | Campionato | Coppe nazionali | Coppe nazionali | Coppe nazionali | Coppe continentali | Coppe continentali | Coppe continentali | Altre coppe | Altre coppe | Altre coppe | Totale | Totale | Totale |
| Stagione        | Squadra         | Comp            | Pres       | Reti       | Comp            | Pres            | Reti            | Comp               | Pres               | Reti               | Comp        | Pres        | Reti        | Pres   | Reti   |        |
| --------------- | --------------- | --------------- | ---------- | ---------- | --------------- | --------------- | --------------- | ------------------ | ------------------ | ------------------ | ----------- | ----------- | ----------- | ------ | ------ | ------ |
| 2018-2019       | Brøndby         | SL              | 0          | 0          | CD              | 0               | 0               | -                  | -                  | -                  | -           | -           | -           | 0      | 0      |        |
| 2019-2020       | Lyngby          | SL              | 19         | 0          | CD              | 1               | 0               | -                  | -                  | -                  | -           | -           | -           | 20     | 0      |        |
| lug.-ott. 2020  | Lyngby          | SL              | 3          | 1          | CD              | 0               | 0               | -                  | -                  | -                  | -           | -           | -           | 3      | 1      |        |
| ott.-dic. 2020  | Aalesund        | ES              | 10         | 0          | -               | -               | -               | -                  | -                  | -                  | -           | -           | -           | 10     | 0      |        |
| gen.-giu. 2021  | Lyngby          | SL              | 2          | 0          | CD              | 0               | 0               | -                  | -                  | -                  | -           | -           | -           | 2      | 0      |        |
| Totale Lyngby   | Totale Lyngby   | Totale Lyngby   | 24         | 1          |                 | 1               | 0               |                    | -                  | -                  |             | -           | -           | 25     | 1      |        |
| Totale carriera | Totale carriera | Totale carriera | 34         | 1          |                 | 1               | 0               |                    | -                  | -                  |             | -           | -           | 35     | 1      |        |